# Adrián Barbón
Adrián Barbón Rodríguez (Laviana, Asturias, 4 de enero de 1979) es un político español, actual presidente del Principado de Asturias desde 2019. También es secretario general de la Federación Socialista Asturiana desde 2017. Previamente, fue alcalde de Laviana entre 2008 y 2017, y presidente de la Asociación de Comarcas Mineras de España (ACOM) entre 2015 y 2018.

## Biografía
Nació en 1979 en Laviana (concejo perteneciente a las Cuencas Mineras asturianas) y se crio en su capital, Pola de Laviana. Tiene dos hermanos más. Estudió en el Colegio San José de Sotrondio, de las Hermanas de Santo Domingo de Granada, y en el IES David Vázquez Martínez de Pola de Laviana. En el año 2002 se licenció en Derecho por la Universidad de Oviedo. Realizó un Máster en Liderazgo para la Gestión Política (título propio organizado por el Instituto Jaime Vera de la Fundación Ideas para el Progreso y la Fundación Rafael Campalans e impartido por la Universidad Autónoma de Barcelona)

## Trayectoria política

### Inicios
A los diecisiete años, en su etapa de instituto, se afilió a las Juventudes Socialistas de España, donde llegó a ser secretario general de Laviana y del Valle del Nalón. Posteriormente se afilió también al PSOE. En el socialismo asturiano es considerado discípulo político del histórico dirigente Pablo García Fernández, presidente de honor de la Federación Socialista Asturiana.

### En el Ayuntamiento de Laviana (2003-2018)
Tras las elecciones municipales de 2003 es elegido concejal del Ayuntamiento de Laviana y es nombrado vicealcalde el 14 de junio. Es reelegido como concejal en 2007. Posteriormente, el 30 de septiembre de 2008, asume la alcaldía de Laviana tras la dimisión de Marciano Barreñada por motivos personales, convirtiéndose en su momento en el alcalde más joven de Asturias, alcaldía que revalidó tanto en las elecciones municipales del 2011 como en las de 2015. Dimitió de su cargo de alcalde el 9 de octubre de 2017, ocupando así la alcaldía durante más de nueve años, siendo así la persona que más tiempo ha ocupado la Alcaldía de Laviana, hasta este momento, en el periodo democrático que arranca en 1979. Seguiría siendo concejal hasta que dimite el 14 de junio de 2018, tras 15 años en el cargo.
Formó parte de la Comisión Ejecutiva Autonómica de la Federación Socialista Asturiana que encabezó Javier Fernández entre el 2008 y el 2012. Además, fue miembro del Comité Federal del PSOE y secretario general de la Agrupación Socialista de Laviana desde el 2012 hasta noviembre de 2017, cuando fue sucedido en esta responsabilidad por Roberto Petón Fernández.

#### Presidente de la Asociación de Comarcas Mineras de España (2015-2018)
El 26 de noviembre de 2015, en una asamblea celebrada en La Robla (León) y, tras cuatro años de bloqueo, fue elegido por unanimidad —con el voto de todos los alcaldes mineros— presidente de la Asociación de Comarcas Mineras de España (ACOM España), asociación que agrupa a 90 entidades locales de España relacionadas con la minería del carbón. Abandonó su presidencia en una asamblea celebrada en Madrid el 9 de marzo de 2018. En la Asamblea general de ACOM, celebrada en Madrid el 27 de septiembre de 2019, fue nombrado presidente de honor de la Asociación por su contribución al municipalismo y su defensa de las comarcas mineras españolas.

#### Diputado en el Congreso (2015)
También formó parte de la candidatura del PSOE por Asturias al Congreso de los Diputados, en las elecciones generales de 2015, ocupando el número cuatro en la lista. Barbón no consiguió escaño. No obstante, 29 de septiembre de 2015, en sustitución de María Luisa Carcedo, tomó posesión como diputado en el Congreso de los Diputados por Asturias, y ocupó el escaño hasta el 27 de octubre de 2015, cuando finaliza la x legislatura. Compaginó en ese breve periodo de tiempo su puesto como diputado y la alcaldía de Laviana.
De cara a las elecciones generales del 26 de junio de 2016 nuevamente formó parte de la candidatura del PSOE por Asturias al Congreso en cuarta posición. No consiguió escaño.

#### Papel en la crisis del PSOE de 2016
Durante la crisis del PSOE de octubre 2016 fue, junto con la exalcaldesa de Langreo —María Fernández Álvarez— y Delia Losa, uno de los miembros asturianos del Comité Federal que defendió el no como posición del Grupo Parlamentario Socialista en la sesión de investidura del popular Mariano Rajoy.
Apoyó y participó públicamente en la campaña de la candidatura de Pedro Sánchez a la secretaría general del PSOE en el xxxix Congreso del PSOE, defendiendo un cambio en el modelo de partido, en el que la militancia tomase la palabra y que permaneciese atento al sentir de la ciudadanía y el electorado. Barbón rescató durante la campaña interna lemas históricos como «Socialismo es libertad». Finalmente, este periodo de crisis interna en el PSOE finalizó con la victoria de Sánchez con un 50,21 % de los votos frente a Susana Díaz y Patxi López el 21 de mayo de 2017.

### Secretario General de la Federación Socialista Asturiana (2017-act.)
Después de celebrarse el xxxix Congreso del PSOE los días 16, 17 y 18 de junio de 2017, en el que Pedro Sánchez salió elegido secretario general de los socialistas, se abrió el proceso congresual en la Federación Socialista Asturiana.
Tras pedirle plataformas y más de mil militantes de toda Asturias que concurriera a las primarias de la FSA-PSOE, Adrián Barbón presentó su candidatura a secretario general de la Federación Socialista Asturiana el 6 de julio de 2017 en la sede de Gijón del partido. Contó con el aval de 3 215 militantes, 1 200 más que el otro precandidato.
Finalmente, resultó elegido secretario general del PSOE en Asturias en las primarias celebradas el 17 de septiembre de 2017, con 3 315 votos, que representaban el 60,6% de los votos de los militantes. En la votación participaron casi 5 500 militantes, el proceso más participativo que ningún partido político ha realizado en Asturias. Barbón se convirtió así en el primer Secretario General de la historia de la FSA-PSOE elegido con el voto directo de la militancia.
El xxxii congreso de la FSA-PSOE, bajo el lema «el congreso del cambio», se celebró los días 29, 30 de septiembre y 1 de octubre de 2017 en Oviedo. Este congreso confirmó la puesta en marcha de un nuevo modelo de partido, más participativo para los militantes, aprobando la propuesta de ejecutiva presentada por Adrián Barbón con casi un 65% de los votos de los delegados. En ese congreso, Barbón se rodeó de una joven Comisión Ejecutiva Autonómica formada por numerosas personas que no habían ostentado cargo político alguno hasta el momento. Esta ejecutiva contó con el histórico socialista Pablo García como presidente honorífico de la Federación Socialista Asturiana. Se iniciaba así una nueva etapa en la historia de los socialistas de Asturias, cerrando la etapa de Javier Fernández al frente de la FSA-PSOE.
Fue reelegido Secretario General de la FSA-PSOE en el xxxiii congreso. La nueva ejecutiva de la Federación presentada por Adrián Barbón fue respaldada con el 97% del voto favorable de los delegados, en el congreso celebrado en Oviedo los días 18,19 y 20 de marzo de 2022.
El 5 de diciembre de 2024, fue reelegido Secretario General de la FSA-PSOE para un nuevo mandato, siendo la única persona que presentó su candidatura. En el XXIV Congreso, celebrado en el Centro Niemeyer de Avilés los días 17, 18 y 19 de enero de 2025, bajo el lema “Asturias Gana”, su candidatura de Comisión Ejecutiva Autonómica fue respaldada por el 91% de los votos de los delegados y delegadas, iniciando así su tercer mandato como Secretario General de la Federación Socialista Asturiana.

### Presidente del Principado de Asturias (2019-act.)

#### Primer mandato (2019-2023)
El 30 de mayo de 2018 fue elegido, mediante el proceso de primarias en la Federación Socialista Asturiana, candidato a presidente del Principado de Asturias.
En las elecciones autonómicas asturianas del 26 de mayo de 2019, el PSOE encabezado por Adrián Barbón, obtuvo el 35,65 % de los votos y un total de 20 diputados de 45, duplicando así al Partido Popular de Asturias, que se quedó en 10 escaños. Respecto a las elecciones autonómicas de 2015, con Javier Fernández como candidato, el Partido Socialista Obrero Español incrementó sus apoyos, llegando a obtener seis diputados más.
Barbón fue investido presidente del Principado de Asturias por el pleno de la Junta General del Principado de Asturias en minoría el 15 de julio de 2019, con los 20 votos a favor del PSOE-FSA y los dos votos de IU-IAS, quedando a un solo escaño de la mayoría absoluta.

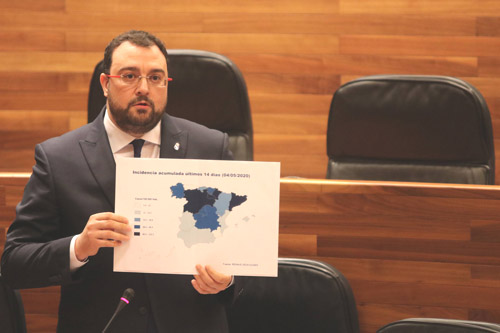
Adrián Barbón durante un pleno en la Junta General muestra un mapa en el que se ve la evolución de la Pandemia de COVID-19 (mayo de 2020)

Su toma de posesión como presidente del Principado de Asturias tuvo lugar en el Palacio de la Junta General del Asturias ante más de 300 personas el día 20 de julio de 2019. Su toma de posesión contó con la presencia de la ministra de Sanidad, Consumo y Bienestar Social, María Luisa Carcedo y del ministro de Agricultura, Pesca y Alimentación, Luis Planas. También asistió al acto la vicesecretaria general del PSOE, Adriana Lastra. El día 25 de julio se constituyó su Primer Gobierno, conformado por 10 consejerías y una vicepresidencia.
El 17 de diciembre de 2021 tuvo que ser hospitalizado tras dar positivo en COVID-19, siendo sustituido en funciones por su vicepresidente, Juan Cofiño. El 27 de diciembre, superada la enfermedad, reasumió sus funciones.
El 8 de septiembre de 2022, Día de Asturias, confirmó su candidatura a la reelección como presidente del Principado en las elecciones a la Junta General del Principado de Asturias, que se celebraron el 28 de mayo de 2023.

#### Segundo mandato (desde 2023)
En las elecciones a la Junta General del 28 de mayo de 2023 las candidaturas del Partido Socialista consiguieron 19 de los 45 diputados de la Junta General, uno menos que en 2019, aún subiendo en número de votos y porcentaje de apoyo electoral, obteniendo 25.000 votos más que la suma de las candidaturas municipales socialistas en Asturias. 
En total obtuvo 195.999 votos, que representaron el 36,5% del apoyo electoral. Así mismo, la izquierda (FSA-PSOE, Convocatoria por Asturias y Podemos) consigue la mayoría absoluta, con un diputado por delante de la derecha (PP, Vox, Foro). Asturias se convierte en una de las pocas Comunidades Autónomas gobernadas por el PSOE que aún siguieron estándolo después de las elecciones autonómicas del 28 de mayo tras el giro a la derecha en todo el país. 
Fue reelegido presidente por la Junta General el 19 de julio, con mayoría absoluta, con 23 votos a favor de su candidatura y 22 abstenciones. Su toma de posesión fue el jueves 27 de julio en la Junta General ante 350 invitados y con la presencia de la ministra de Política Territorial y los presidentes autonómicos de Galicia, Castilla-La Mancha, Navarra y Castilla y León. Su nuevo gobierno, el Segundo Gobierno Barbón, fue el único gobierno de coalición de izquierdas surgido tras el 28-M (aparte de Navarra), puesto que Convocatoria por Asturias recibió una de 10 consejerías. Un Gobierno definido como de unidad progresista y de voluntad reformista para afrontar la década del cambio de Asturias.

#### Actuaciones en sus mandatos
A comienzos de su segundo mandato, el 29 de noviembre de 2023, fue inaugurada la Variante de Pajares, infraestructura ferroviaria de alta velocidad comenzada a construirse en 2004. Para Barbón este hecho supuso el inicio oficial de la denomina “década del cambio de Asturias”, que se prolongará hasta el año 2033. En materia de transportes su gobierno había conseguido compensaciones en materia de Cercanías ferroviarias después de que en enero de 2023 se supiera que importantes fallos técnicos de origen humano habían impedido comenzar la construcción de nuevos trenes para Cercanías Ancho Métrico. También en 2023 el Consorcio de Transportes de Asturias puso en funcionamiento el abono de transportes CONECTA, que permite viajar por todo el Principado por un máximo de 30 euros mensuales.
A nivel urbanístico el Principado de Asturias colaboró con el Ayuntamiento de Oviedo y el Ministerio de Defensa para desarrollar un ambicioso plan urbanístico en la Antigua Fábrica de Armas de La Vega en Oviedo. El gobierno también se comprometió a restaurar la ciudad vacacional de Perlora (Carreño) y a sacar adelante la Zona de Actividades Logísticas e Industriales de Asturias (ZALIA), ubicada en Gijón.
A nivel educativo el Gobierno unificó en 2024 la red de escuelas municipales de 0 a 3 años, las denominadas Les Escuelines, haciéndolas de titularidad autonómica, gratuitas y universales. A nivel lingüístico Barbón hizo expreso su deseo de intentar modificar el Estatuto de Autonomía para hacer cooficial al idioma asturiano y al eo-naviego. En materia sanitaria su primer gobierno se tuvo que enfrentar a la pandemia de Covid-19.También se propuso la modificación del mapa sanitario y se comenzaron en 2022 las obras de ampliación del Hospital de Cabueñes en Gijón, que fueron paralizadas en enero de 2025.

## Ideología
Según el periodista Xuan Cándano, Barbón tiene como referentes, entre otros, al socialista Julián Besteiro, del ala más moderada del partido en los años treinta o al conservador británico Winston Churchill. También señala Cándano que Barbón se identifica con el cántabro Miguel Ángel Revilla en lo que concierne a la «defensa de la identidad de sus pueblos».Religiosamente Barbón en 2023 se definió como cristiano católico.

## Reconocimientos recibidos
1.- En la Asamblea general de la Asociación de Comarcas Mineras de España (ACOM), celebrada en Madrid el 27 de septiembre de 2019, fue nombrado presidente de honor de la Asociación por su contribución al municipalismo y su defensa de las comarcas mineras españolas.
2.- Insignia de Oro de “La Pegarata”, recibida en Pola de Laviana, el 3 de junio de 2022. 
3.- Vaqueiro de Honor, recibido en  la braña vaqueira de Aristébano, entre los concejos de Tineo y Valdés, el 31 de julio de 2022.
4.- El Asturcón de Oro, recibido en La Majada de Espineres, un paraje enclavado en la sierra del Sueve entre los concejos de Colunga y Piloña, el 20 de agosto de 2022.
5.- Pupitre de Honor, del Foro de Comunicación y Escuela, recibido en Vegadeo el 7 de noviembre de 2022.
6.- Insignia de Presidente del Principado de Asturias, impuesta por el presidente Pedro de Silva, en su segunda toma de posesión de la Presidencia. Un acto que se celebró en la Junta General el 27 de julio de 2023.
7.- Premio “Ramón Rubial” a la defensa de los valores socialistas, por la Fundación Ramón Rubial, recibido en Bilbao el 17 de diciembre de 2023.
8.- Medalla de la Bienal “Arte y Gastronomía Casa Consuelo”, entregada en el homenaje a Álvaro García el 9 de julio de 2024 en Otur (concejo de Valdés)
9.- Premio GAUSÓN del Festival Intercéltico de Avilés y Comarca, que reconoce la vinculación de personas y organismos a este evento. Simboliza un guerrero astur y lo recibió en Avilés el 20 de julio de 2024, día en que cumplió 5 años como Presidente del Principado de Asturias.
10.- Pregonero de las fiestas del Pote, en Santa Bárbara, concejo de San Martín del Rey Aurelio, el 23 de agosto de 2024.
11.- El campano y la reproducción del monumento a la vaca pasiega, entregado en la XV Fiesta del Camino de Los Machucos, en Arredondo (Cantabria). La entrega tuvo lugar el 1 de septiembre de 2024, recibiendo la distinción de Miguel Ángel Revilla, Presidente de Cantabria durante 16 años.
12.- Insignia de Oro del Día de Galicia en Asturias, recibida en Oviedo el 15 de septiembre de 2024 con la presencia del Presidente de la Xunta Alfonso Rueda.